# Thomas Hopkins Gallaudet
Il reverendo Thomas Hopkins Gallaudet (Filadelfia, 10 dicembre 1787 – Hartford, 10 settembre 1851) è stato un educatore statunitense, pioniere nell'educazione dei sordi.
Insieme a Laurent Clerc e Mason Cogswell, ha cofondato la prima istituzione per l'educazione dei sordi in Nord America, a Washington DC, e divenne il suo primo direttore. Inaugurato nel 1817, è stato chiamato l'University Gallaudet, oggi è conosciuto come l'Università per i Sordi di tutto il mondo.